# Tipula (Lunatipula) tergestina
Tipula (Lunatipula) tergestina is een tweevleugelige uit de familie langpootmuggen (Tipulidae). De soort komt voor in het Palearctisch gebied.